# Discografia dei Linkin Park
La discografia dei Linkin Park, gruppo musicale statunitense formatosi nel 1996, è costituita da otto album in studio, sette album dal vivo, cinque raccolte, due album di remix e svariati EP, demo e singoli, pubblicati tra il 1997 e il 2025.

## Album

### Album in studio
| Anno | Titolo | Classifiche | Classifiche | Classifiche | Classifiche | Classifiche | Classifiche | Classifiche | Classifiche | Classifiche | Classifiche | Classifiche | Certificazioni |
| Anno | Titolo | USA         | AUS         | AUT         | BEL (FL)    | GER         | IRL         | ITA         | JPN         | NZL         | SWI         | UK          | Certificazioni |
| ---- | --- | ----------- | ----------- | ----------- | ----------- | ----------- | ----------- | ----------- | ----------- | ----------- | ----------- | ----------- | --- |
| 2000 | Hybrid Theory - Pubblicato: 24 ottobre 2000 - Etichetta: Warner Bros. - Formati: CD, 2 CD, LP, MC, download digitale, streaming                   | 2           | 2           | 2           | 3           | 2           | 6           | 2           | 19          | 1           | 5           | 4           | - AUS: Platino (5) - AUT: Platino - BRA: Platino - CAN: Platino (5) - FRA: Oro (2) - GER: Platino (3) - HUN: Platino - ITA: Platino (2) - MEX: Platino - NZL: Platino (7) - SWE: Platino - SWI: Platino - UK: Platino (6) - USA: Diamante           |
| 2003 | Meteora - Pubblicato: 25 marzo 2003 - Etichetta: Warner Bros., Machine Shop - Formati: CD, CD+DVD, 2 LP, MC, download digitale, streaming         | 1           | 2           | 1           | 1           | 1           | 1           | 1           | 6           | 1           | 1           | 1           | - AUS: Platino (4) - AUT: Platino - BRA: Platino - CAN: Platino (4) - FRA: Platino (2) - GER: Platino (5) - HUN: Oro - ITA: Platino (2) - JPN: Platino - MEX: Oro - NZL: Platino (5) - SWE: Oro - SWI: Platino - UK: Platino (3) - USA: Platino (8) |
| 2007 | Minutes to Midnight - Pubblicato: 15 maggio 2007 - Etichetta: Warner Bros., Machine Shop - Formati: CD, CD+DVD, LP, download digitale, streaming  | 1           | 1           | 1           | 2           | 1           | 1           | 1           | 1           | 1           | 1           | 1           | - AUS: Platino (3) - AUT: Platino (2) - CAN: Platino (3) - FRA: Oro - GER: Oro (7) - HUN: Oro - ITA: Platino - JPN: Platino - NZL: Platino (4) - SWE: Oro - SWI: Platino (2) - UK: Platino (2) - USA: Platino (5)                                   |
| 2010 | A Thousand Suns - Pubblicato: 14 settembre 2010 - Etichetta: Warner Bros., Machine Shop - Formati: CD, CD+DVD, 2 LP, download digitale, streaming | 1           | 1           | 1           | 2           | 1           | 3           | 1           | 2           | 1           | 1           | 2           | - AUS: Platino - AUT: Oro - BRA: Oro - CAN: Platino - GER: Oro (3) - ITA: Platino - JPN: Oro - NZL: Platino - SWI: Oro - UK: Platino - USA: Platino                                                                                                 |
| 2012 | Living Things - Pubblicato: 26 giugno 2012 - Etichetta: Warner Bros., Machine Shop - Formati: CD, 2 CD, CD+DVD, LP, download digitale, streaming  | 1           | 2           | 1           | 4           | 1           | 2           | 1           | 2           | 1           | 1           | 1           | - AUS: Oro - AUT: Platino - GER: Oro (5) - ITA: Platino - JPN: Oro - NZL: Platino - POL: Oro - SWI: Platino - UK: Oro - USA: Platino |
| 2014 | The Hunting Party - Pubblicato: 17 giugno 2014 - Etichetta: Warner Bros., Machine Shop - Formati: CD, CD+DVD, 2 LP, download digitale, streaming  | 3           | 3           | 2           | 3           | 1           | 6           | 4           | 4           | 2           | 1           | 2           | - AUT: Oro - CAN: Oro - GER: Platino - HUN: Platino - ITA: Oro - POL: Oro - SWI: Oro - UK: Oro - USA: Platino |
| 2017 | One More Light - Pubblicato: 19 maggio 2017 - Etichetta: Warner Bros., Machine Shop - Formati: CD, LP, download digitale, streaming               | 1           | 3           | 1           | 1           | 2           | 6           | 4           | 6           | 4           | 1           | 4           | - AUT: Oro - GER: Oro - FRA: Oro - ITA: Platino - HUN: Oro - NZL: Oro - UK: Oro - USA: Oro |
| 2024 | From Zero - Pubblicato: 15 novembre 2024 - Etichetta: Warner, Machine Shop - Formati: CD, MC, LP, download digitale, streaming                    | 2           | 1           | 1           | 1           | 1           | 2           | 1           | 9           | 1           | 1           | 1           | - AUT: Platino - CAN: Oro - FRA: Platino - GER: Oro - ITA: Oro - SWI: Oro - UK: Oro |

### Album dal vivo
| Anno                                                                          | Titolo | Classifiche | Classifiche | Classifiche | Classifiche | Classifiche | Classifiche | Classifiche | Classifiche | Classifiche | Classifiche | Classifiche | Certificazione                                                                                         |
| Anno                                                                          | Titolo | USA         | AUS         | AUT         | BEL (FL)    | DEU         | IRL         | ITA         | JPN         | NZL         | SWI         | UK          | Certificazione                                                                                         |
| ----------------------------------------------------------------------------- | --- | ----------- | ----------- | ----------- | ----------- | ----------- | ----------- | ----------- | ----------- | ----------- | ----------- | ----------- | --- |
| 2003                                                                          | Live in Texas - Pubblicato: 18 novembre 2003 - Etichetta: Warner Bros., Machine Shop - Formati: CD+DVD, download digitale, streaming                                       | 23          | 18          | 5           | 25          | 9           | 67          | 25          | 13          | 17          | 9           | 47          | - AUT: Oro - BRA: Platino - CAN: Platino - FRA: Oro - GER: Oro (3) - NZL: Oro - UK: Oro - USA: Platino |
| 2008                                                                          | Road to Revolution: Live at Milton Keynes - Pubblicato: 24 novembre 2008 - Etichetta: Warner Bros., Machine Shop - Formati: CD+DVD, BD, 2 LP, download digitale, streaming | 41          | 24          | 14          | 47          | 11          | 81          | 14          | 6           | 17          | 16          | 58          | - GER: Platino - ITA: Oro - NZL: Oro - SWI: Oro - UK: Argento                                          |
| 2012                                                                          | Hybrid Theory Live Around the World - Pubblicato: 31 maggio 2012 - Etichetta: Warner Bros. - Formati: download digitale, streaming                                         | —           | —           | —           | —           | —           | —           | —           | —           | —           | —           | —           | |
| 2012                                                                          | Meteora Live Around the World - Pubblicato: 5 giugno 2012 - Etichetta: Warner Bros. - Formati: download digitale, streaming                                                | —           | —           | —           | —           | —           | —           | —           | —           | —           | —           | —           | |
| 2012                                                                          | Minutes to Midnight Live Around the World - Pubblicato: 12 giugno 2012 - Etichetta: Warner Bros. - Formati: download digitale, streaming                                   | —           | —           | —           | —           | —           | —           | —           | —           | —           | —           | —           | |
| 2012                                                                          | A Thousand Suns Live Around the World - Pubblicato: 19 giugno 2012 - Etichetta: Warner Bros. - Formati: download digitale, streaming                                       | —           | —           | —           | —           | —           | —           | —           | —           | —           | —           | —           | |
| 2017                                                                          | One More Light Live - Pubblicato: 15 dicembre 2017 - Etichetta: Warner Bros., Machine Shop - Formati: CD, 2 LP, download digitale, streaming                               | 28          | 20          | 11          | 25          | 7           | —           | 20          | 23          | 32          | 7           | 32          | |
| "—" indica una pubblicazione non classificata o non pubblicata in quel Paese. | |             |             |             |             |             |             |             |             |             |             |             | |

### Raccolte
| Anno                                                                          | Titolo | Classifiche | Classifiche | Classifiche | Classifiche | Classifiche | Classifiche | Classifiche | Classifiche | Classifiche | Classifiche | Classifiche | Certificazioni                                         |
| Anno                                                                          | Titolo | USA         | AUS         | AUT         | BEL (FL)    | DEU         | IRL         | ITA         | JPN         | NZL         | SWI         | UK          | Certificazioni                                         |
| ----------------------------------------------------------------------------- | --- | ----------- | ----------- | ----------- | ----------- | ----------- | ----------- | ----------- | ----------- | ----------- | ----------- | ----------- | ------------------------------------------------------ |
| 2008                                                                          | Songs from the Underground - Pubblicato: 27 novembre 2008 - Etichetta: Warner Bros., Machine Shop - Formati: CD, download digitale                            | 96          | —           | 56          | —           | 42          | —           | —           | 9           | —           | 10          | —           |                                                        |
| 2010                                                                          | A Decade Underground - Pubblicato: 20 agosto 2010 - Etichetta: Machine Shop - Formati: download digitale                                                      | —           | —           | —           | —           | —           | —           | —           | —           | —           | —           | —           |                                                        |
| 2013                                                                          | Studio Collection - Pubblicato: 15 gennaio 2013 - Etichetta: Warner Bros. - Formati: download digitale, streaming                                             | —           | 49          | —           | —           | —           | —           | —           | —           | —           | —           | —           |                                                        |
| 2023                                                                          | Lost Demos - Pubblicato: 24 novembre 2023 - Etichetta: Warner, Machine Shop - Formati: LP                                                                     | 191         | —           | —           | —           | —           | —           | —           | —           | —           | —           | —           |                                                        |
| 2024                                                                          | Papercuts - Singles Collection 2000-2023 - Pubblicato: 12 aprile 2024 - Etichetta: Warner, Machine Shop - Formati: CD, MC, 2 LP, download digitale, streaming | 6           | 7           | 3           | 6           | 2           | 16          | 11          | 30          | 2           | 5           | 4           | - FRA: Oro - ITA: Platino - NZL: Platino - UK: Platino |
| "—" indica una pubblicazione non classificata o non pubblicata in quel Paese. | |             |             |             |             |             |             |             |             |             |             |             |                                                        |

### Album di remix
| Anno | Titolo | Classifiche | Classifiche | Classifiche | Classifiche | Classifiche | Classifiche | Classifiche | Classifiche | Classifiche | Classifiche | Classifiche | Classifiche | Certificazioni                                                           |
| Anno | Titolo | USA         | AUS         | AUT         | BEL (FL)    | FIN         | DEU         | IRL         | ITA         | JPN         | NZL         | SWI         | UK          | Certificazioni                                                           |
| ---- | --- | ----------- | ----------- | ----------- | ----------- | ----------- | ----------- | ----------- | ----------- | ----------- | ----------- | ----------- | ----------- | ------------------------------------------------------------------------ |
| 2002 | Reanimation - Pubblicato: 30 luglio 2002 - Etichetta: Warner Bros., Machine Shop - Formati: CD, 2 LP, DVD-A, download digitale, streaming | 2           | 16          | 2           | 12          | 12          | 3           | 4           | 25          | 32          | 8           | 3           | 3           | - AUT: Oro - BRA: Oro - GER: Oro - SWI: Oro - UK: Platino - USA: Platino |
| 2013 | Recharged - Pubblicato: 29 ottobre 2013 - Etichetta: Warner Bros., Machine Shop - Formati: CD, 2 LP, download digitale, streaming         | 10          | 7           | 9           | 28          | 38          | 4           | 41          | 16          | 13          | 9           | 6           | 12          | - GER: Oro                                                               |

## Extended play
| 1999                                                                          | Hybrid Theory - Pubblicato: 1º maggio 1999 - Etichetta: Mix Media - Formati: CD, download digitale                                                                             | —                         | —                         | —                         | —                         | —                         | —                         | —                         | —                         | —                         | —                         | —                         | |                           |
| 2002                                                                          | Underground V2.0 - Pubblicato: 18 novembre 2002 - Etichetta: Machine Shop - Formati: CD, MC, download digitale                                                                 | —                         | —                         | —                         | —                         | —                         | —                         | —                         | —                         | —                         | —                         | —                         | |                           |
| 2003                                                                          | Underground 3 - Pubblicato: 17 novembre 2003 - Etichetta: Machine Shop - Formati: CD, download digitale                                                                        | —                         | —                         | —                         | —                         | —                         | —                         | —                         | —                         | —                         | —                         | —                         | |                           |
| 2004                                                                          | Underground 4.0 - Pubblicato: 22 novembre 2004 - Etichetta: Machine Shop - Formati: CD, download digitale                                                                      | —                         | —                         | —                         | —                         | —                         | —                         | —                         | —                         | —                         | —                         | —                         | |                           |
| 2004                                                                          | Collision Course (con Jay-Z) - Pubblicato: 30 novembre 2004 - Etichetta: Warner Bros., Machine Shop, Roc-A-Fella, Def Jam - Formati: CD+DVD, 12", download digitale, streaming | 1                         | 8                         | 5                         | 19                        | 5                         | 6                         | 19                        | 9                         | 4                         | 2                         | 15                        | - AUS: Platino - AUT: Oro - BRA: Oro - CAN: Platino (2) - FRA: Oro - GER: Platino - IRL: Platino (2) - JPN: Oro - NZL: Platino (2) - SWI: Platino - UK: Platino - USA: Platino (2) |                           |
| 2005                                                                          | Underground 5.0 - Pubblicato: 21 novembre 2005 - Etichetta: Machine Shop - Formati: CD, download digitale                                                                      | —                         | —                         | —                         | —                         | —                         | —                         | —                         | —                         | —                         | —                         | —                         | |                           |
| 2006                                                                          | Underground 6 - Pubblicato: 5 dicembre 2006 - Etichetta: Machine Shop - Formati: CD, download digitale                                                                         | —                         | —                         | —                         | —                         | —                         | —                         | —                         | —                         | —                         | —                         | —                         | |                           |
| 2007                                                                          | Underground 7 - Pubblicato: 5 dicembre 2007 - Etichetta: Machine Shop - Formati: CD, download digitale                                                                         | —                         | —                         | —                         | —                         | —                         | —                         | —                         | —                         | —                         | —                         | —                         | |                           |
| 2008                                                                          | iTunes Live from SoHo - Pubblicato: 4 marzo 2008 - Etichetta: Warner Bros. - Formati: download digitale, streaming                                                             | —                         | —                         | —                         | —                         | —                         | —                         | —                         | —                         | —                         | —                         | —                         | |                           |
| 2008                                                                          | MMM...Cookies - Sweet Hamster Like Jewels from America! - Pubblicato: 4 dicembre 2008 - Etichetta: Machine Shop - Formati: CD, download digitale                               | —                         | —                         | —                         | —                         | —                         | —                         | —                         | —                         | —                         | —                         | —                         | |                           |
| 2009                                                                          | LP Underground 9: Demos - Pubblicato: 3 dicembre 2009 - Etichetta: Warner Bros., Machine Shop - Formati: CD, 12", download digitale                                            | —                         | —                         | 73                        | —                         | 66                        | —                         | —                         | 23                        | —                         | 29                        | —                         | |                           |
| 2010                                                                          | LP Underground X: Demos - Pubblicato: 4 novembre 2010 - Etichetta: Warner Bros., Machine Shop - Formati: CD, download digitale                                                 | —                         | —                         | —                         | —                         | —                         | —                         | —                         | —                         | —                         | —                         | —                         | |                           |
| 2010                                                                          | 2011 North American Tour EP - Pubblicato: 20 dicembre 2010 - Etichetta: Indipendente - Formati: download digitale                                                              | Distribuito gratuitamente | Distribuito gratuitamente | Distribuito gratuitamente | Distribuito gratuitamente | Distribuito gratuitamente | Distribuito gratuitamente | Distribuito gratuitamente | Distribuito gratuitamente | Distribuito gratuitamente | Distribuito gratuitamente | Distribuito gratuitamente | Distribuito gratuitamente | Distribuito gratuitamente |
| 2011                                                                          | A Thousand Suns: Puerta de Alcalá - Pubblicato: 25 gennaio 2011 - Etichetta: Warner Bros. - Formati: download digitale, streaming                                              | 122                       | —                         | —                         | —                         | —                         | —                         | —                         | —                         | —                         | —                         | —                         | |                           |
| 2011                                                                          | iTunes Festival: London 2011 - Pubblicato: 8 luglio 2011 - Etichetta: Warner Bros. - Formati: download digitale, streaming                                                     | —                         | —                         | —                         | —                         | —                         | —                         | —                         | —                         | —                         | —                         | —                         | |                           |
| 2011                                                                          | Underground Eleven - Pubblicato: 15 novembre 2011 - Etichetta: Warner Bros., Machine Shop - Formati: CD, download digitale                                                     | —                         | —                         | —                         | —                         | —                         | —                         | —                         | —                         | —                         | —                         | —                         | |                           |
| 2012                                                                          | Underground 12 - Pubblicato: 16 novembre 2012 - Etichetta: Warner Bros., Machine Shop - Formati: CD, download digitale                                                         | —                         | —                         | —                         | —                         | —                         | —                         | —                         | —                         | —                         | —                         | —                         | |                           |
| 2013                                                                          | Underground XIII - Pubblicato: 18 novembre 2013 - Etichetta: Warner Bros., Machine Shop - Formati: CD, download digitale                                                       | —                         | —                         | —                         | —                         | —                         | —                         | —                         | —                         | —                         | —                         | —                         | |                           |
| 2014                                                                          | Underground XIV - Pubblicato: 20 novembre 2014 - Etichetta: Warner Bros., Machine Shop - Formati: CD, download digitale                                                        | —                         | —                         | —                         | —                         | —                         | —                         | —                         | —                         | —                         | —                         | —                         | |                           |
| 2015                                                                          | Underground 15 - Pubblicato: 25 novembre 2015 - Etichetta: Warner Bros., Machine Shop - Formati: CD, download digitale                                                         | —                         | —                         | —                         | —                         | —                         | —                         | —                         | —                         | —                         | —                         | —                         | |                           |
| 2016                                                                          | Underground Sixteen - Pubblicato: 21 novembre 2016 - Etichetta: Warner Bros., Machine Shop - Formati: CD, download digitale                                                    | —                         | —                         | —                         | —                         | —                         | —                         | —                         | —                         | —                         | —                         | —                         | |                           |
| "—" indica una pubblicazione non classificata o non pubblicata in quel Paese. | |                           |                           |                           |                           |                           |                           |                           |                           |                           |                           |                           | |                           |

## Demo
| Anno | Titolo                                           |
| ---- | ------------------------------------------------ |
| 1997 | Xero                                             |
| 1997 | Xero                                             |
| 1999 | Hybrid Theory 8-track Demo                       |
| 1999 | Hybrid Theory 2-track Demo                       |
| 2000 | Hybrid Theory: Demos                             |
| 2000 | Hybrid Theory (Linkin Park - Demos from 02-2000) |
| 2000 | 6 Tracks                                         |
| 2000 | Studio Finals 5-7-00                             |
| 2002 | Reanimation 8 Track Internal Demo CD             |

## Singoli

### Come artisti principali
| 2000 | One Step Closer                                          | 75  | 5  | 14 | 4  | 38 | —   | 32 | —  | —  | —  | 42 | 24  | - AUS: Oro - ITA: Oro - NZL: Platino (2) - UK: Platino - USA: Platino                                                                     | Hybrid Theory                                   |
| 2001 | Crawling                                                 | 79  | 5  | 8  | 33 | 8  | 106 | 14 | 16 | —  | 37 | 43 | 16  | - ITA: Platino - NZL: Platino - UK: Platino - USA: Oro                                                                                    | Hybrid Theory                                   |
| 2001 | Papercut                                                 | —   | 32 | 18 | 87 | 43 | —   | 49 | 27 | —  | —  | 80 | 14  | - GER: Oro - ITA: Oro - NZL: Platino - UK: Platino - USA: Oro                                                                             | Hybrid Theory                                   |
| 2001 | In the End                                               | 2   | 1  | 3  | 4  | 6  | 23  | 13 | 16 | 4  | 10 | 4  | 8   | - ITA: Platino (4) - NZL: Platino (5) - SWE: Oro - SWI: Oro - UK: Platino (4) - USA: Diamante                                             | Hybrid Theory                                   |
| 2002 | Pts.of.Athrty                                            | —   | 29 | ×  | 44 | 47 | —   | 31 | 25 | 39 | —  | 61 | 9   | - UK: Argento | Reanimation                                     |
| 2003 | Somewhere I Belong                                       | 32  | 1  | 9  | 13 | 16 | 32  | 12 | 4  | 13 | 1  | 15 | 10  | - AUS: Oro - ITA: Oro - NZL: Platino - UK: Platino                                                                                        | Meteora                                         |
| 2003 | Faint                                                    | 48  | 1  | 15 | 25 | 27 | 158 | 40 | 26 | 29 | —  | 32 | 15  | - ITA: Oro - NZL: Platino - UK: Platino - USA: Platino                                                                                    | Meteora                                         |
| 2003 | Numb                                                     | 11  | 1  | 2  | 10 | 8  | 9   | 19 | 16 | 18 | 13 | 5  | 14  | - AUS: Oro - GER: Oro (7) - ITA: Platino (3) - NZL: Platino (4) - SWI: Oro - UK: Platino (3) - USA: Platino (4)                           | Meteora                                         |
| 2004 | From the Inside                                          | —   | —  | ×  | 37 | 42 | 35  | 35 | —  | 30 | 50 | 38 | —   | - NZL: Oro - UK: Argento | Meteora                                         |
| 2004 | Breaking the Habit                                       | 20  | 1  | 12 | 23 | 43 | 27  | 25 | 46 | —  | 27 | 56 | 39  | - GER: Platino - ITA: Oro - NZL: Platino - UK: Oro - USA: Oro                                                                             | Meteora                                         |
| 2004 | Dirt Off Your Shoulder/Lying from You (con Jay-Z)        | —   | —  | ×  | —  | —  | —   | —  | —  | —  | —  | —  | —   | - UK: Argento | Collision Course                                |
| 2004 | Numb/Encore (con Jay-Z)                                  | 20  | 40 | 17 | 3  | 3  | 5   | 4  | 1  | 45 | —  | 10 | 14  | - AUS: Platino - AUT: Oro - CAN: Oro - GER: Platino (2) - ITA: Platino - NZL: Platino (3) - SWE: Oro - UK: Platino (3) - USA: Platino (3) | Collision Course                                |
| 2007 | What I've Done                                           | 7   | 1  | 7  | 13 | 8  | 103 | 4  | 15 | 6  | 9  | 6  | 6   | - GER: Platino (2) - ITA: Platino - NZL: Platino (2) - SWE: Oro - SWI: Platino - UK: Platino (2) - USA: Platino (6)                       | Minutes to Midnight                             |
| 2007 | Bleed It Out                                             | 52  | 2  | 16 | 24 | 43 | —   | 40 | 43 | —  | 7  | 42 | 29  | - ITA: Oro - NZL: Platino (2) - UK: Platino - USA: Platino (4)                                                                            | Minutes to Midnight                             |
| 2007 | Shadow of the Day                                        | 15  | 2  | 19 | 15 | 6  | 20  | 12 | —  | —  | 13 | 11 | 46  | - GER: Oro - NZL: Oro - SWI: Oro - UK: Argento - USA: Platino (2)                                                                         | Minutes to Midnight                             |
| 2008 | Given Up                                                 | 99  | 4  | ×  | —  | —  | —   | 53 | —  | —  | —  | —  | —   | - NZL: Oro - UK: Argento - USA: Platino                                                                                                   | Minutes to Midnight                             |
| 2008 | Leave Out All the Rest                                   | 94  | 11 | 22 | 24 | 17 | —   | 15 | —  | —  | 38 | 36 | 90  | - GER: Oro - NZL: Oro - UK: Argento - USA: Platino                                                                                        | Minutes to Midnight                             |
| 2009 | New Divide                                               | 6   | 1  | 1  | 3  | 2  | —   | 4  | 21 | 19 | 2  | 7  | 19  | - AUS: Platino - GER: Oro (3) - ITA: Oro - NZL: Platino - UK: Platino - USA: Platino (3)                                                  | Transformers: Revenge of the Fallen - The Album |
| 2010 | The Catalyst                                             | 27  | 1  | 1  | 33 | 18 | —   | 11 | —  | 34 | 27 | 29 | 40  | - USA: Oro | A Thousand Suns                                 |
| 2010 | Waiting for the End                                      | 42  | 1  | 2  | —  | 34 | —   | 29 | —  | 89 | —  | 58 | 90  | - USA: Platino | A Thousand Suns                                 |
| 2011 | Burning in the Skies                                     | —   | —  | —  | —  | 35 | —   | 43 | —  | —  | —  | 41 | —   | | A Thousand Suns                                 |
| 2011 | Iridescent                                               | 81  | 19 | 29 | 39 | 52 | —   | 46 | —  | 67 | —  | 69 | 93  | - USA: Oro | A Thousand Suns                                 |
| 2011 | Not Alone                                                | —   | —  | —  | —  | —  | —   | —  | —  | —  | —  | —  | —   | | Download to Donate for Haiti                    |
| 2012 | Burn It Down                                             | 30  | 1  | 1  | 41 | 10 | 47  | 2  | 43 | 14 | 13 | 12 | 27  | - AUT: Oro - GER: Platino - ITA: Platino - NZL: Platino - SWI: Platino - UK: Oro - USA: Platino (3)                                       | Living Things                                   |
| 2012 | Lost in the Echo                                         | 95  | 13 | 10 | —  | —  | 150 | 68 | —  | —  | —  | —  | 175 | - USA: Oro | Living Things                                   |
| 2012 | Castle of Glass                                          | —   | 16 | 32 | —  | 2  | 166 | 10 | —  | 22 | —  | 17 | —   | - AUT: Oro - GER: Platino - ITA: Platino - NZL: Oro - UK: Argento - SWI: Platino - USA: Platino                                           | Living Things                                   |
| 2012 | Powerless                                                | —   | —  | —  | —  | —  | —   | —  | —  | —  | —  | —  | —   | | Living Things                                   |
| 2013 | A Light That Never Comes (con Steve Aoki)                | 65  | 7  | 11 | —  | 21 | 81  | 8  | 72 | 23 | —  | 15 | 34  | | Recharged                                       |
| 2014 | Guilty All the Same (feat. Rakim)                        | 117 | 18 | —  | —  | 48 | 141 | 32 | —  | 95 | —  | 50 | 138 | | The Hunting Party                               |
| 2014 | Until It's Gone                                          | 115 | 19 | 17 | 58 | —  | 128 | 24 | —  | 71 | —  | 23 | 78  | | The Hunting Party                               |
| 2014 | Wastelands                                               | —   | —  | 26 | 71 | —  | 76  | —  | —  | 81 | —  | —  | —   | | The Hunting Party                               |
| 2014 | Rebellion (feat. Daron Malakian)                         | —   | —  | —  | —  | —  | 83  | —  | —  | 83 | —  | —  | —   | | The Hunting Party                               |
| 2014 | Final Masquerade                                         | 115 | 32 | 18 | 43 | 65 | 45  | 70 | —  | 34 | 30 | 64 | 106 | | The Hunting Party                               |
| 2017 | Heavy (feat. Kiiara)                                     | 45  | 22 | 2  | 33 | 9  | 111 | 12 | 88 | 59 | 35 | 8  | 43  | - AUS: Oro - GER: Oro - ITA: Oro - NZL: Platino - SWI: Oro - UK: Argento - USA: Platino (2)                                               | One More Light                                  |
| 2017 | Battle Symphony                                          | —   | —  | 11 | —  | —  | —   | 95 | —  | —  | 90 | —  |     | | One More Light                                  |
| 2017 | Good Goodbye (feat. Pusha T & Stormzy)                   | —   | —  | 15 | —  | 69 | 173 | 65 | —  | —  | 46 | 49 | —   | - UK: Argento | One More Light                                  |
| 2017 | Invisible                                                | —   | —  | 32 | —  | —  | —   | —  | —  | —  | —  | —  | —   | | One More Light                                  |
| 2017 | Talking to Myself                                        | 109 | —  | 13 | —  | 52 | 181 | 73 | —  | —  | —  | 35 | —   | | One More Light                                  |
| 2017 | Darker Than the Light That Never Bleeds (con Steve Aoki) | —   | —  | —  | —  | —  | —   | —  | —  | —  | —  | —  | —   | | /                                               |
| 2017 | One More Light                                           | 104 | 28 | 6  | —  | 35 | 111 | 51 | —  | 79 | —  | 48 | —   | - AUT: Oro - FRA: Oro - GER: Oro - ITA: Oro - NZL: Oro - UK: Oro - USA: Platino                                                           | One More Light                                  |
| 2017 | Crawling (One More Light Live)                           | —   | —  | —  | —  | —  | —   | —  | —  | —  | —  | —  | —   | | One More Light Live                             |
| 2017 | Sharp Edges (One More Light Live)                        | —   | —  | —  | —  | —  | —   | —  | —  | —  | —  | —  | —   | | One More Light Live                             |
| 2020 | She Couldn't                                             | —   | —  | 47 | —  | —  | —   | —  | —  | —  | —  | —  | —   | | Hybrid Theory (20th Anniversary Edition)        |
| 2023 | Lost                                                     | 38  | 1  | 4  | 49 | 9  | 132 | 5  | 51 | —  | —  | 16 | 18  | - FRA: Oro | Meteora 20th Anniversary Edition                |
| 2023 | Fighting Myself                                          | 122 | —  | 14 | —  | 60 | —   | 41 | —  | —  | —  | 72 | 81  | | Meteora 20th Anniversary Edition                |
| 2024 | Friendly Fire                                            | 102 | 2  | 13 | —  | 62 | 197 | 40 | —  | —  | —  | 60 | —   | | Papercuts - Singles Collection 2000-2023        |
| 2024 | QWERTY                                                   | —   | —  | —  | —  | —  | —   | —  | —  | —  | —  | —  | —   | | Papercuts - Singles Collection 2000-2023        |
| 2024 | The Emptiness Machine                                    | 21  | 1  | 3  | 27 | 1  | 12  | 1  | 16 | 34 | 18 | 1  | 4   | - AUT: Platino (2) - CAN: Platino (2) - FRA: Platino - GER: Oro - ITA: Oro - SWI: Platino - UK: Oro                                       | From Zero                                       |
| 2024 | Heavy Is the Crown                                       | 79  | —  | 12 | —  | 2  | 33  | 3  | 49 | 72 | —  | 3  | 18  | - AUT: Oro - CAN: Oro - FRA: Oro - SWI: Oro - UK: Argento                                                                                 | From Zero                                       |
| 2024 | Over Each Other                                          | —   | —  | 24 | —  | 9  | —   | 11 | —  | —  | —  | 15 | 57  | | From Zero                                       |
| 2024 | Two Faced                                                | 107 | —  | 14 | —  | 7  | —   | 5  | —  | 82 | —  | 6  | 22  | | From Zero                                       |
| 2025 | Up from the Bottom                                       | 105 | 7  | 15 | —  | 7  | 80  | 6  | —  | —  | —  | 13 | 42  | | From Zero (Deluxe Edition)                      |
| 2025 | Unshatter                                                | —   | —  | 38 | —  | 61 | —   | 63 | —  | —  | —  | 88 | —   | | From Zero (Deluxe Edition)                      |
| 2025 | Let You Fade                                             | —   | —  | —  | —  | —  | —   | —  | —  | —  | —  | —  | —   | | From Zero (Deluxe Edition)                      |
| "—" indica una pubblicazione non classificata o non pubblicata in quel Paese. "×" indica una classifica non ancora esistente |                                                          |     |    |    |    |    |     |    |    |    |    |    |     | |                                                 |

### Come artisti ospiti
| Anno | Titolo                                           | Classifiche | Classifiche | Classifiche | Classifiche | Classifiche | Classifiche | Classifiche | Classifiche | Certificazioni | Album di provenienza |
| Anno | Titolo                                           | USA         | AUS         | AUT         | DEU         | IRL         | NZL         | SWI         | UK          | Certificazioni | Album di provenienza |
| ---- | ------------------------------------------------ | ----------- | ----------- | ----------- | ----------- | ----------- | ----------- | ----------- | ----------- | -------------- | -------------------- |
| 2008 | We Made It (Busta Rhymes feat. Linkin Park)      | 65          | 37          | 16          | 11          | 12          | 12          | 17          | 10          | - UK: Argento  | /                    |
| 2015 | Darker Than Blood (Steve Aoki feat. Linkin Park) | —           | —           | —           | —           | —           | —           | —           | —           |                | Neon Future II       |

## Altri brani entrati in classifica
| Anno                                                                          | Titolo                                | Classifiche | Classifiche | Classifiche | Classifiche | Classifiche | Classifiche | Classifiche | Classifiche | Classifiche | Certificazioni           | Album di provenienza             |
| Anno                                                                          | Titolo                                | USA         | USA Alt.    | USA Main.   | USA Rock    | CAN         | FRA         | DEU         | UK          | UK Rock     | Certificazioni           | Album di provenienza             |
| ----------------------------------------------------------------------------- | ------------------------------------- | ----------- | ----------- | ----------- | ----------- | ----------- | ----------- | ----------- | ----------- | ----------- | ------------------------ | -------------------------------- |
| 2002                                                                          | Runaway                               | —           | 40          | 37          | —           | —           | —           | —           | —           | 10          | - UK: Argento            | Hybrid Theory                    |
| 2004                                                                          | Lying from You                        | 58          | 1           | 2           | —           | —           | —           | —           | —           | 18          | - NZL: Oro - UK: Argento | Meteora                          |
| 2010                                                                          | Blackout                              | —           | —           | —           | —           | —           | —           | —           | —           | 28          |                          | A Thousand Suns                  |
| 2010                                                                          | Blackbirds                            | —           | —           | —           | —           | —           | —           | —           | —           | 21          |                          | A Thousand Suns (Deluxe Edition) |
| 2011                                                                          | Rolling in the Deep                   | —           | —           | —           | —           | —           | —           | —           | 42          | 1           |                          | iTunes Festival: London 2011     |
| 2012                                                                          | In My Remains                         | —           | —           | —           | —           | —           | 151         | 83          | —           | 10          |                          | Living Things                    |
| 2012                                                                          | Lies Greed Misery                     | —           | —           | —           | —           | —           | —           | —           | —           | 37          |                          | Living Things                    |
| 2012                                                                          | I'll Be Gone                          | —           | —           | —           | —           | —           | —           | —           | —           | 26          |                          | Living Things                    |
| 2014                                                                          | Keys to the Kingdom                   | —           | —           | —           | —           | —           | —           | —           | —           | 33          |                          | The Hunting Party                |
| 2014                                                                          | All for Nothing (feat. Page Hamilton) | —           | —           | —           | —           | —           | —           | —           | —           | 23          |                          | The Hunting Party                |
| 2017                                                                          | Nobody Can Save Me                    | —           | —           | —           | 37          | —           | —           | —           | —           | —           |                          | One More Light                   |
| 2017                                                                          | Sorry for Now                         | —           | —           | —           | 41          | —           | —           | —           | —           | —           |                          | One More Light                   |
| 2017                                                                          | Halfway Right                         | —           | —           | —           | 46          | —           | —           | —           | —           | —           |                          | One More Light                   |
| 2017                                                                          | With You                              | —           | —           | —           | —           | —           | —           | —           | —           | 12          | - UK: Argento            | Hybrid Theory                    |
| 2017                                                                          | Points of Authority                   | —           | —           | —           | —           | —           | —           | —           | —           | 6           | - NZL: Oro               | Hybrid Theory                    |
| 2017                                                                          | By Myself                             | —           | —           | —           | —           | —           | —           | —           | —           | 19          |                          | Hybrid Theory                    |
| 2017                                                                          | A Place for My Head                   | —           | —           | —           | —           | —           | —           | —           | —           | 11          | - NZL: Oro - UK: Argento | Hybrid Theory                    |
| 2017                                                                          | Forgotten                             | —           | —           | —           | —           | —           | —           | —           | —           | 24          |                          | Hybrid Theory                    |
| 2017                                                                          | Cure for the Itch                     | —           | —           | —           | —           | —           | —           | —           | —           | 33          |                          | Hybrid Theory                    |
| 2017                                                                          | Pushing Me Away                       | —           | —           | —           | —           | —           | —           | —           | —           | 23          |                          | Hybrid Theory                    |
| 2017                                                                          | My December                           | —           | —           | —           | —           | —           | —           | —           | —           | 30          |                          | Hybrid Theory                    |
| 2017                                                                          | Don't Stay                            | —           | —           | —           | —           | —           | —           | —           | —           | 27          |                          | Meteora                          |
| 2024                                                                          | Cut the Bridge                        | —           | —           | —           | —           | 90          | —           | —           | —           | 15          |                          | From Zero                        |
| 2024                                                                          | Casualty                              | —           | —           | —           | —           | —           | —           | —           | —           | 26          |                          | From Zero                        |
| 2024                                                                          | Overflow                              | —           | —           | —           | —           | —           | —           | —           | —           | 29          |                          | From Zero                        |
| 2024                                                                          | Stained                               | —           | —           | —           | —           | —           | —           | —           | —           | 19          |                          | From Zero                        |
| 2024                                                                          | IGYEIH                                | —           | —           | —           | —           | —           | —           | —           | —           | 32          |                          | From Zero                        |
| 2024                                                                          | Good Things Go                        | —           | —           | —           | —           | —           | —           | —           | —           | 25          |                          | From Zero                        |
| "—" indica una pubblicazione non classificata o non pubblicata in quel Paese. |                                       |             |             |             |             |             |             |             |             |             |                          |                                  |

## Videografia

### Album video
| Anno | Titolo | Certificazioni                      |
| ---- | --- | ----------------------------------- |
| 2001 | Frat Party at the Pankake Festival - Pubblicato: 20 novembre 2001 - Etichetta: Warner Bros. - Formati: VHS, DVD | - BRA: Oro - UK: Oro - USA: Platino |

### Video musicali
| Anno | Video                                                         | Regista/i                     |
| ---- | ------------------------------------------------------------- | ----------------------------- |
| 2000 | One Step Closer                                               | Gregory Dark                  |
| 2001 | Crawling                                                      | Fratelli Strause              |
| 2001 | Papercut (European Version)                                   | Nathan "Karma" Cox e Joe Hahn |
| 2001 | In the End                                                    | Nathan "Karma" Cox e Joe Hahn |
| 2001 | Points of Authority (European Version)                        | Nathan "Karma" Cox            |
| 2001 | Cure for the Itch                                             | Brian Won e Joe Hahn          |
| 2002 | Enth E Nd                                                     | Jason Goldwatch               |
| 2002 | Frgt/10                                                       | Joshua Cordes e Moneyshots    |
| 2002 | Kyur4 th Ich                                                  | Joe Hahn                      |
| 2002 | Pts.of.Athrty                                                 | Joe Hahn                      |
| 2003 | Somewhere I Belong                                            | Joe Hahn                      |
| 2003 | Faint                                                         | Mark Romanek                  |
| 2003 | Numb                                                          | Joe Hahn                      |
| 2004 | From the Inside                                               | Joe Hahn                      |
| 2004 | Lying from You (pubblicato in Canada)                         | Kimo Proudfoot                |
| 2004 | Breaking the Habit                                            | Joe Hahn                      |
| 2004 | Breaking the Habit (5.28.04 3:37 PM)                          | Kimo Proudfoot                |
| 2004 | Numb/Encore                                                   | Joe DeMaio e Kimo Proudfoot   |
| 2007 | What I've Done                                                | Joe Hahn                      |
| 2007 | What I've Done (versione pubblicata in Australia)             | —                             |
| 2007 | Bleed It Out                                                  | Joe Hahn                      |
| 2007 | Shadow of the Day                                             | Joe Hahn                      |
| 2008 | Given Up                                                      | Mark Fiore e Linkin Park      |
| 2008 | We Made It                                                    | Chris Robinson                |
| 2008 | Leave Out All the Rest                                        | Joe Hahn                      |
| 2009 | New Divide                                                    | Joe Hahn                      |
| 2010 | Not Alone                                                     | Bill Boyd                     |
| 2010 | The Catalyst                                                  | Joe Hahn                      |
| 2010 | Waiting for the End                                           | Joe Hahn                      |
| 2010 | Waiting for the End (Live from the 2011 A Thousand Suns Tour) | —                             |
| 2011 | Burning in the Skies (International Video)                    | Joe Hahn                      |
| 2011 | Iridescent                                                    | Joe Hahn                      |
| 2012 | Burn It Down                                                  | Joe Hahn                      |
| 2012 | Lost in the Echo                                              | Jason Zada e Jason Nickel     |
| 2012 | Castle of Glass                                               | Drew Stauffer                 |
| 2013 | A Light That Never Comes                                      | Joe Hahn                      |
| 2014 | Guilty All the Same                                           | Joe Hahn                      |
| 2014 | Until It's Gone                                               | Joe Hahn                      |
| 2014 | Until It's Gone (Live in Milan 2014)                          | —                             |
| 2014 | Final Masquerade                                              | Mark Pellington               |
| 2014 | Iridescent (Official SOTS Music Video)                        | David Kinsler                 |
| 2015 | Darker Than Blood                                             | Dan Paker                     |
| 2017 | Heavy                                                         | Tim Mattia                    |
| 2017 | Good Goodbye                                                  | Isaac Rentz                   |
| 2017 | Talking to Myself                                             | Mark Fiore                    |
| 2017 | One More Light                                                | Joe Hahn e Mark Fiore         |
| 2017 | Crawling (One More Light Live)                                | Mark Fiore                    |
| 2017 | Sharp Edges (One More Light Live)                             | Mark Fiore                    |
| 2017 | Talking to Myself (Live)                                      | /                             |
| 2022 | Numb (One More Light Live)                                    | Mark Fiore                    |
| 2023 | Lost                                                          | Maciej Kuciara e Pplpleasr    |
| 2023 | Fighting Myself                                               | Jacky Lu                      |
| 2024 | Friendly Fire                                                 | Mark Fiore                    |
| 2024 | The Emptiness Machine                                         | Joe Hahn                      |
| 2024 | Heavy Is the Crown                                            | Eddy.tv                       |
| 2024 | Over Each Other                                               | Joe Hahn                      |
| 2024 | Two Faced                                                     | Joe Hahn                      |
| 2025 | Up from the Bottom                                            | Joe Hahn                      |